# Oric Stratos
Oric Stratos (STRATOS / IQ 164) је био кућни рачунар фирме Орик (Oric) који је почео да се производи у Уједињеном Краљевству од 1984. године.
Користио је 6502 A као микропроцесор. РАМ меморија рачунара је имала капацитет од 64 kb, 37486 бајтова је било слободно. 
Као оперативни систем кориштен је RANDOS v1.0.

## Детаљни подаци
Детаљнији подаци о рачунару STRATOS су дати у табели испод.
|                       |                                                         |
| [ 1 ]                 |                                                         |
| Произвођач            | Орик                                                    |
| Тип                   | кућни рачунар                                           |
| Меморија              | 64 , 37486 бајтова слободно                             |
| Поријекло             | Уједињено Краљевство                                    |
| Година                | 1984                                                    |
| Тастатура             | QWERTY, механичка, исто као Oric Atmos и Oric Telestrat |
| Процесор              |                                                         |
| Фреквенција процесора | 1                                                       |
| RAM                   | 64 , 37486 бајтова слободно                             |
| ROM                   | 48 kb, све до 112 са 2 РОМ додатка                        |
| Текст                 | 40 x 28 (80 x 26 планирано)                             |
| Графика               | 240 x 200, 8 боја                                       |
| Боја                  | 8 (16 планирано)                                        |
| Звук                  | General Instruments AY-3-8912                           |
| Димензије             | 34,8 x 26 x 7,1                                         |
| Портови               |                                                         |
| Оперативни систем     |                                                         |